# 드레블랴네족

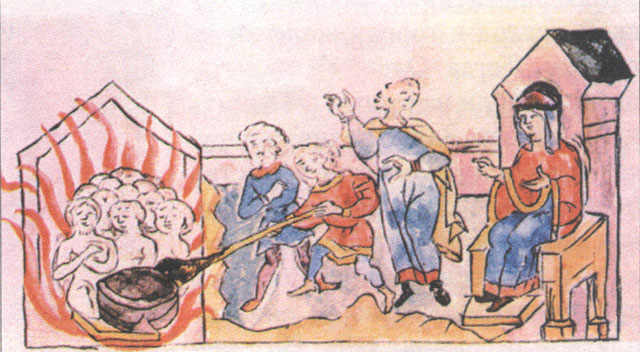
드레블랴네족을 상대로 복수를 감행하는 올가

드레블랴네족(우크라이나어: Древляни, 러시아어: Древляне)은 6세기부터 10세기까지 현재의 우크라이나 북부, 벨라루스 남부에 거주했던 동슬라브족 계열의 부족이다. 드레블랴네라는 이름은 슬라브어로 "숲" 또는 "나무"를 뜻하는 '드레보'(drevo/древо) 또는 '데레보'(derevo/дерево)에서 유래된 이름인데 이는 숲에 거주한 부족이었기 때문에 유래된 이름이다.
드레블랴네족은 수많은 거주지를 남겼는데 나무로 된 지하 벙커가 있는 농촌, 흙더미가 없는 묘지와 봉분, 요새화된 브루치(Vruchiy, 현재의 오우루치(Ovruch)), 고로즈크(Gorodsk), 말린(Malyn) 인근에 위치한 고대 정착지 등의 유적이 이에 해당한다. 드레블랴네족의 중심 도시는 이스코로스텐(Iskorosten, 현재의 코로스텐(Korosten))이었고 그 곳에는 지금도 몇몇 작은 마을 유적들이 남아 있다. 서기 1000년경까지 드레블랴네족들은 농업과 공업(수공업)이 발달했던 것으로 추정된다.
드레블랴네족들은 키예프 루스의 지배하에 두려는 외부의 어떠한 시도에 저항했다. 몇몇 연대기에 따르면 드레블랴네족들은 키, 셰크, 호리우(Kyi, Schek, Khoriv, 키예프의 설립자로 추정됨) 시대에 자신의 공작을 갖고 있었으며 폴랴네족들을 상대로 전쟁을 벌였다고 한다. 883년에는 키예프 대공 올레크 베시가 드레블랴네족들에게 세금 납부를 요구했다. 907년에는 드레블랴네족들이 키예프 루스의 비잔티움 제국 원정에 참여했다.
912년 올레크 베시가 사망하면서 드레블랴네족들은 키예프 루스에 대한 세금 납부를 중단했다. 945년에는 올레크 베시의 후계자였던 이고리 류리코비치 대공이 드레블랴네족들에게 세금을 요구했지만 드레블랴네족들은 이를 거부하고 반란을 일으키는 한편 이고리 류리코비치를 암살했다.
이고리의 아내이자 키예프 루스의 섭정이었던 키예프의 올가는 드레블랴족들에게 철저한 복수를 감행했고 드레블랴네족들의 사절단과 귀족들을 몰살시켰다. 또한 드레블랴네족들의 중심 도시였던 이스코스텐에 화재를 일으키는 한편 드레블랴네족들이 거주하던 마을을 비웠다. 드레블랴네족들을 자신의 세력으로 편입시킨 올가는 드레블랴네족들의 영지를 키예프 루스의 영지로 만들었고 브루치를 자신의 영지로 삼았다.
연대기에서 드레블랴네족이 마지막으로 언급된 것은 1136년이다. 야로폴크 2세 대공에 의해서 드레블랴족들의 영지가 성모 마리아 교회의 선물로 보내졌다.